# Ramla (nádraží)
Ramla (hebrejsky: רמלה) je železniční stanice na trati Tel Aviv-Jeruzalém a trati Tel Aviv-Beerševa v Izraeli.
Leží na východním okraji města Ramla v pobřežní nížině, v nadmořské výšce cca 70 metrů. Je situována v ulici Eli Cohen. Podél protější strany kolejiště vede dálnice číslo 44. Dál k severovýchodu pokračuje zástavba města Lod.
V letech 1998–2005 procházela trať do Jeruzaléma rekonstrukcí a byla uzavřena. Stanice v Ramle byla opětovně otevřena roku 2003. Stanice není obsluhována autobusovými linkami společnosti Egged, ale místní městskou dopravou. K dispozici jsou tu parkovací místa pro automobily, automaty na nápoje a veřejný telefon.